# Sauropus racemosus
Sauropus racemosus är en emblikaväxtart som beskrevs av Lucien Beille. Sauropus racemosus ingår i släktet Sauropus och familjen emblikaväxter.
Artens utbredningsområde är Vietnam. Inga underarter finns listade i Catalogue of Life.